# Makoto Taki
Makoto Taki (jap. 滝実 Taki Makoto; ur. 15 września 1938) – japoński polityk.
Studiował na Uniwersytecie Tokijskim. W październiku 1996 został po raz pierwszy wybrany do Izby Reprezentantów. Pełnił między innymi funkcję starszego wiceministra sprawiedliwości (2004-2005, 2011-2012). 4 lipca 2012 został mianowany ministrem sprawiedliwości. Piastował ten urząd do 1 października 2012. Ponownie stanął na czele resortu 24 października 2012. Stanowisko opuścił 26 grudnia 2012, został zastąpiony przez Sadakazu Tanigakiego.